# Dannewerk

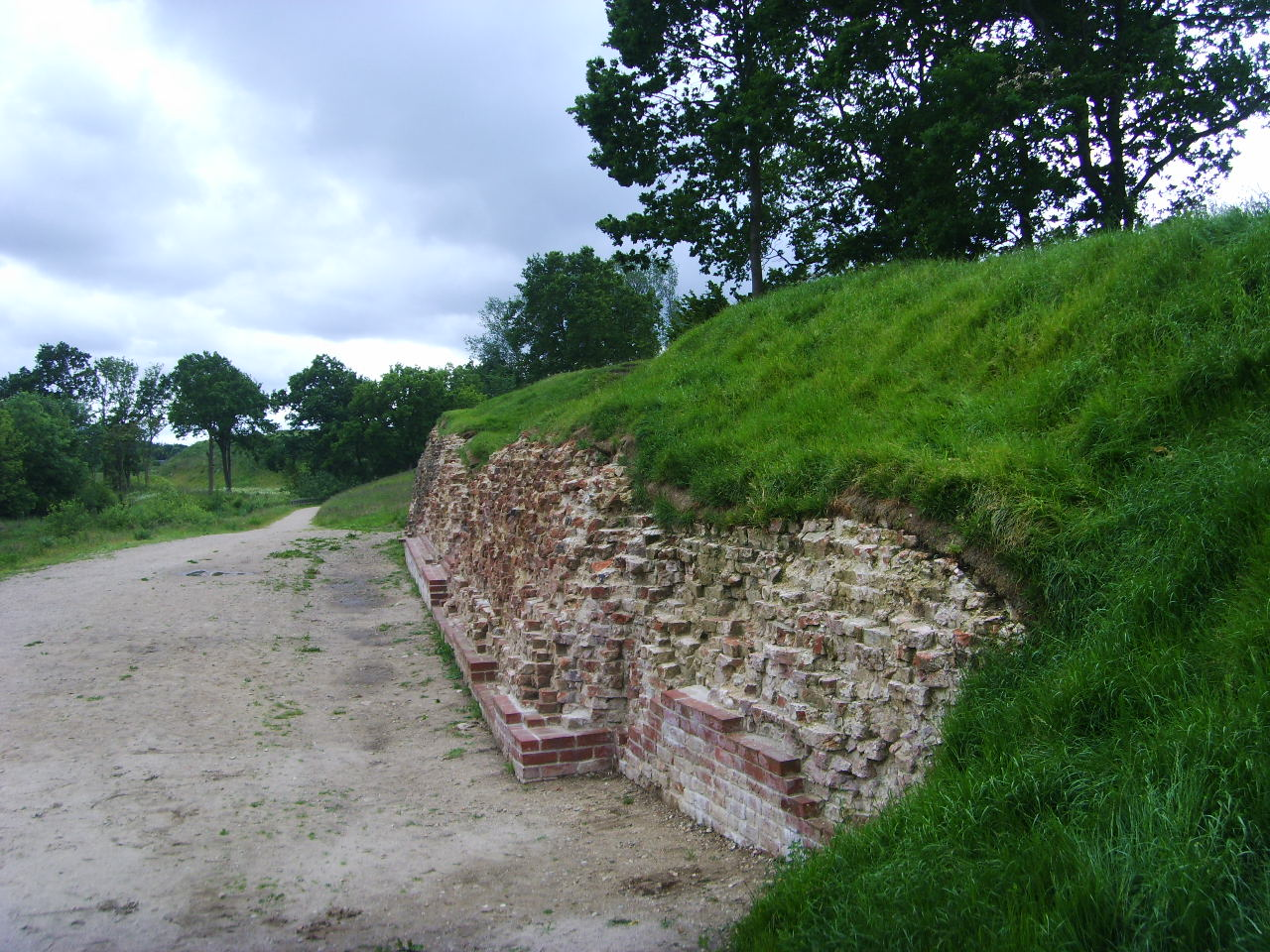
Waldermarsmauer (Muro de Valdemar), en el sitio histórico Haithabu y Danewerk, Patrimonio de la Humanidad de la UNESCO

Dannewerk es un municipio situado en el distrito de Schleswig-Flensburgo, en el estado federado de Schleswig-Holstein (Alemania). Tiene una población estimada, a fines de septiembre de 2024, de 1148 habitantes.
Está situado cerca de las ciudades de Flensburgo y Kappeln y de la frontera con Dinamarca.
En la localidad se encuentran partes del monumento arqueológico de la histórica fortificación fronteriza medieval danesa de Danevirke, parte del sitio histórico Haithabu y Danevirke, Patrimonio de la Humanidad de la UNESCO desde 2018.